# Primeiro diretório telefónico da Cidade de México
O Primeiro Diretório da Cidade de México foi uma guia telefónica publicada em novembro de 1891 na época reformadora de era-a porfiriana. Foi num papel de tom amarillento em onde ficaram plasmados os nomes, apellidos, publicidade e números telefónicos de finais do século XIX.

## Diretório telefónico
Parte deste livro fez alusão à exposição que se levou a cabo na cidade de Paris em 1889, além da melhoria das vias ferrocarrileras no sudeste de México.
Dentro deste, se mencionava:
Outra parte importante é a secção que diz: "Todo o subscritor tem direito a falar com os demais quando queira e com o maior segredo", além de que a cada número telefónico estava conformado de três a quatro dígitos. Então este conteúdo mostrou os usos e costumes da época que permitiu observar a vida quotidiana.
A última frase que contém é "Nos pedidos por maior, faremos uma rebaja considerável".